# Keira Nicole
Pour les articles homonymes, voir Nicole et Keira (homonymie).
 (janvier 2016).
Si vous disposez d'ouvrages ou d'articles de référence ou si vous connaissez des sites web de qualité traitant du thème abordé ici, merci de compléter l'article en donnant les références utiles à sa vérifiabilité et en les liant à la section « Notes et références ».
Keira Nicole, née le 30 octobre 1996 ou le 12 avril 1993 en Californie, est une actrice américaine de films pornographiques.

## Filmographie
- 2014 : 
  - Sibling Sex Stories #2
  - Happy Ending Handjobs #9
- 2015 : 
  - Bijou
  - Peter Pan XX: An Axel Braun Parody (de)
  - The Swing Life
  - Angels and Devils
  - Bad Advice
  - How to Train a Hotwife
  - Girlfriends #8
  - Lesbo Pool Party #4
  - The Bachelor Party Orgy
  - Off Limits
- 2016 : 
  - Midnight Mistress
  - Black & White 6

## Distinction
En 2016 : XBIZ Award de Best Actress Couples-Themed Release dans The Swing Life (2015)